# Liste des anciennes communes de la Charente
Cette page a pour objectif de retracer toutes les modifications communales dans le département de la Charente : les anciennes communes qui ont existé depuis la Révolution française, ainsi que les créations, les modifications officielles de nom, ainsi que les échanges de territoires entre communes.
En 1800, le territoire du département de la Charente comportait 456 communes . Le département comptait encore 423 communes en 1970, avant que les deux réformes successives incitant les communes à se regrouper n'aient un réel impact sur le nombre total (loi Marcellin de 1970, mais plus particulièrement la loi NOtre de 2010). Aujourd'hui 359 communes forment son territoire (au 1er janvier 2025).
Depuis la période révolutionnaire, seules 2 communes auront été créées (encore s'agit-il de rétablissements de communes préexistantes).

## Fusions
| Nom de la nouvelle commune    | Communes réunies                                     | Régime | Date (et nature) de la décision                                              | Date d'effet                  |
| ----------------------------- | ---------------------------------------------------- | --- | ---------------------------------------------------------------------------- | ----------------------------- |
| Aunac-sur-Charente            | Aunac-sur-Charente                                   | commune nouvelle (SANS communes déléguées)                                                                                           | 6 novembre 2024 (Arrêté)                                                     | 1er janvier 2025              |
| Aunac-sur-Charente            | Moutonneau                                           | commune nouvelle (SANS communes déléguées)                                                                                           | 6 novembre 2024 (Arrêté)                                                     | 1er janvier 2025              |
| La Boixe                      | Vars                                                 | commune nouvelle (avec communes déléguées)                                                                                           | 6 novembre 2024 (Arrêté)                                                     | 1er janvier 2025              |
| La Boixe                      | Montignac-Charente                                   | commune nouvelle (avec communes déléguées)                                                                                           | 6 novembre 2024 (Arrêté)                                                     | 1er janvier 2025              |
| Magnac-lès-Gardes             | Magnac-Lavalette-Villars                             | commune nouvelle (avec communes déléguées)                                                                                           | 16 septembre 2024 (Arrêté)                                                   | 1er janvier 2025              |
| Magnac-lès-Gardes             | Gardes-le-Pontaroux                                  | commune nouvelle (avec communes déléguées)                                                                                           | 16 septembre 2024 (Arrêté)                                                   | 1er janvier 2025              |
| Val-de-Cognac                 | Cherves-Richemont                                    | commune nouvelle (avec communes déléguées)                                                                                           | 25 septembre 2023 (Arrêté)                                                   | 1er janvier 2024              |
| Val-de-Cognac                 | Saint-Sulpice-de-Cognac                              | commune nouvelle (avec communes déléguées)                                                                                           | 25 septembre 2023 (Arrêté)                                                   | 1er janvier 2024              |
| Mansle-les-Fontaines          | Mansle                                               | commune nouvelle (avec communes déléguées)                                                                                           | 15 décembre 2022 (Arrêté)                                                    | 1er janvier 2023              |
| Mansle-les-Fontaines          | Fontclaireau                                         | commune nouvelle (avec communes déléguées)                                                                                           | 15 décembre 2022 (Arrêté)                                                    | 1er janvier 2023              |
| Lignières-Ambleville          | Lignières-Sonneville                                 | commune nouvelle (avec communes déléguées)                                                                                           | 23 septembre 2021 (Arrêté) ,                                                 | 1er janvier 2022              |
| Lignières-Ambleville          | Ambleville                                           | commune nouvelle (avec communes déléguées)                                                                                           | 23 septembre 2021 (Arrêté) ,                                                 | 1er janvier 2022              |
| Mosnac-Saint-Simeux           | Mosnac                                               | commune nouvelle (avec communes déléguées)                                                                                           | 3 décembre 2020 (Arrêté)                                                     | 1er janvier 2021              |
| Mosnac-Saint-Simeux           | Saint-Simeux                                         | commune nouvelle (avec communes déléguées)                                                                                           | 3 décembre 2020 (Arrêté)                                                     | 1er janvier 2021              |
| Courcôme                      | Courcôme                                             | commune nouvelle (avec communes déléguées)                                                                                           | 19 décembre 2018 (Arrêté) ,                                                  | 1er janvier 2019              |
| Courcôme                      | Tuzie                                                | commune nouvelle (avec communes déléguées)                                                                                           | 19 décembre 2018 (Arrêté) ,                                                  | 1er janvier 2019              |
| Courcôme                      | Villegats                                            | commune nouvelle (avec communes déléguées)                                                                                           | 19 décembre 2018 (Arrêté) ,                                                  | 1er janvier 2019              |
| Moulins-sur-Tardoire          | Vilhonneur                                           | commune nouvelle (SANS communes déléguées depuis le 1-3-2020)                                                                        | 28 septembre 2018 (Arrêté) 3 décembre 2018 (Arrêté) 6 décembre 2018 (Arrêté) | 1er janvier 2019              |
| Moulins-sur-Tardoire          | Rancogne                                             | commune nouvelle (SANS communes déléguées depuis le 1-3-2020)                                                                        | 28 septembre 2018 (Arrêté) 3 décembre 2018 (Arrêté) 6 décembre 2018 (Arrêté) | 1er janvier 2019              |
| Rouillac                      | Rouillac                                             | commune nouvelle (SANS communes déléguées depuis le 1-1-2023. Sauf Plaizac, qui reste commune déléguée)                              | 29 novembre 2018 (Arrêté)                                                    | 1er janvier 2019              |
| Rouillac                      | Gourville                                            | commune nouvelle (SANS communes déléguées depuis le 1-1-2023. Sauf Plaizac, qui reste commune déléguée)                              | 29 novembre 2018 (Arrêté)                                                    | 1er janvier 2019              |
| Val-d'Auge                    | Auge-Saint-Médard                                    | commune nouvelle (avec communes déléguées)                                                                                           | 29 novembre 2018 (Arrêté)                                                    | 1er janvier 2019              |
| Val-d'Auge                    | Anville                                              | commune nouvelle (avec communes déléguées)                                                                                           | 29 novembre 2018 (Arrêté)                                                    | 1er janvier 2019              |
| Val-d'Auge                    | Bonneville                                           | commune nouvelle (avec communes déléguées)                                                                                           | 29 novembre 2018 (Arrêté)                                                    | 1er janvier 2019              |
| Val-d'Auge                    | Montigné                                             | commune nouvelle (avec communes déléguées)                                                                                           | 29 novembre 2018 (Arrêté)                                                    | 1er janvier 2019              |
| Coteaux-du-Blanzacais         | Coteaux-du-Blanzacais                                | commune nouvelle (SANS communes déléguées depuis le 1-6-2020)                                                                        | 28 septembre 2018 (Arrêté) 3 octobre 2018 (Arrêté)                           | 1er janvier 2019              |
| Coteaux-du-Blanzacais         | Saint-Léger                                          | commune nouvelle (SANS communes déléguées depuis le 1-6-2020)                                                                        | 28 septembre 2018 (Arrêté) 3 octobre 2018 (Arrêté)                           | 1er janvier 2019              |
| Aigre                         | Aigre                                                | commune nouvelle (avec communes déléguées)                                                                                           | 28 septembre 2018 (Arrêté)                                                   | 1er janvier 2019              |
| Aigre                         | Villejésus                                           | commune nouvelle (avec communes déléguées)                                                                                           | 28 septembre 2018 (Arrêté)                                                   | 1er janvier 2019              |
| Mainxe-Gondeville             | Gondeville                                           | commune nouvelle (avec communes déléguées)                                                                                           | 28 septembre 2018 (Arrêté) ,                                                 | 1er janvier 2019              |
| Mainxe-Gondeville             | Mainxe                                               | commune nouvelle (avec communes déléguées)                                                                                           | 28 septembre 2018 (Arrêté) ,                                                 | 1er janvier 2019              |
| La Rochefoucauld-en-Angoumois | La Rochefoucauld                                     | commune nouvelle (avec communes déléguées)                                                                                           | 28 septembre 2018 (Arrêté)                                                   | 1er janvier 2019              |
| La Rochefoucauld-en-Angoumois | Saint-Projet-Saint-Constant                          | commune nouvelle (avec communes déléguées)                                                                                           | 28 septembre 2018 (Arrêté)                                                   | 1er janvier 2019              |
| Terres-de-Haute-Charente      | Roumazières-Loubert                                  | commune nouvelle (avec communes déléguées)                                                                                           | 28 septembre 2018 (Arrêté)                                                   | 1er janvier 2019              |
| Terres-de-Haute-Charente      | Genouillac                                           | commune nouvelle (avec communes déléguées)                                                                                           | 28 septembre 2018 (Arrêté)                                                   | 1er janvier 2019              |
| Terres-de-Haute-Charente      | Mazières                                             | commune nouvelle (avec communes déléguées)                                                                                           | 28 septembre 2018 (Arrêté)                                                   | 1er janvier 2019              |
| Terres-de-Haute-Charente      | La Péruse                                            | commune nouvelle (avec communes déléguées)                                                                                           | 28 septembre 2018 (Arrêté)                                                   | 1er janvier 2019              |
| Terres-de-Haute-Charente      | Suris                                                | commune nouvelle (avec communes déléguées)                                                                                           | 28 septembre 2018 (Arrêté)                                                   | 1er janvier 2019              |
| Val-de-Bonnieure              | Saint-Angeau                                         | commune nouvelle (SANS communes déléguées depuis le 1-1-2020)                                                                        | 7 novembre 2017 (Arrêté)                                                     | 1er janvier 2018              |
| Val-de-Bonnieure              | Saint-Amant-de-Bonnieure                             | commune nouvelle (SANS communes déléguées depuis le 1-1-2020)                                                                        | 7 novembre 2017 (Arrêté)                                                     | 1er janvier 2018              |
| Val-de-Bonnieure              | Sainte-Colombe                                       | commune nouvelle (SANS communes déléguées depuis le 1-1-2020)                                                                        | 7 novembre 2017 (Arrêté)                                                     | 1er janvier 2018              |
| Coteaux du Blanzacais         | Blanzac-Porcheresse                                  | commune nouvelle (SANS communes déléguées depuis le 1-6-2020)                                                                        | 3 novembre 2016 (Arrêté)                                                     | 1er janvier 2017              |
| Coteaux du Blanzacais         | Cressac-Saint-Genis                                  | commune nouvelle (SANS communes déléguées depuis le 1-6-2020)                                                                        | 3 novembre 2016 (Arrêté)                                                     | 1er janvier 2017              |
| Montmoreau                    | Montmoreau-Saint-Cybard                              | commune nouvelle (SANS communes déléguées, depuis le 5-11-2020)                                                                      | 29 juin 2016 (Arrêté)                                                        | 1er janvier 2017              |
| Montmoreau                    | Aignes-et-Puypéroux                                  | commune nouvelle (SANS communes déléguées, depuis le 5-11-2020)                                                                      | 29 juin 2016 (Arrêté)                                                        | 1er janvier 2017              |
| Montmoreau                    | Saint-Amant-de-Montmoreau                            | commune nouvelle (SANS communes déléguées, depuis le 5-11-2020)                                                                      | 29 juin 2016 (Arrêté)                                                        | 1er janvier 2017              |
| Montmoreau                    | Saint-Eutrope                                        | commune nouvelle (SANS communes déléguées, depuis le 5-11-2020)                                                                      | 29 juin 2016 (Arrêté)                                                        | 1er janvier 2017              |
| Montmoreau                    | Saint-Laurent-de-Belzagot                            | commune nouvelle (SANS communes déléguées, depuis le 5-11-2020)                                                                      | 29 juin 2016 (Arrêté)                                                        | 1er janvier 2017              |
| Bellevigne                    | Malaville                                            | commune nouvelle (avec communes déléguées)                                                                                           | 22 juin 2016 (Arrêté)                                                        | 1er janvier 2017              |
| Bellevigne                    | Éraville                                             | commune nouvelle (avec communes déléguées)                                                                                           | 22 juin 2016 (Arrêté)                                                        | 1er janvier 2017              |
| Bellevigne                    | Nonaville                                            | commune nouvelle (avec communes déléguées)                                                                                           | 22 juin 2016 (Arrêté)                                                        | 1er janvier 2017              |
| Bellevigne                    | Touzac                                               | commune nouvelle (avec communes déléguées)                                                                                           | 22 juin 2016 (Arrêté)                                                        | 1er janvier 2017              |
| Bellevigne                    | Viville                                              | commune nouvelle (avec communes déléguées)                                                                                           | 22 juin 2016 (Arrêté)                                                        | 1er janvier 2017              |
| Aunac-sur-Charente            | Aunac                                                | commune nouvelle (SANS communes déléguées depuis le 1-7-2019)                                                                        | 9 juin 2016 (Arrêté)                                                         | 1er janvier 2017              |
| Aunac-sur-Charente            | Bayers                                               | commune nouvelle (SANS communes déléguées depuis le 1-7-2019)                                                                        | 9 juin 2016 (Arrêté)                                                         | 1er janvier 2017              |
| Aunac-sur-Charente            | Chenommet                                            | commune nouvelle (SANS communes déléguées depuis le 1-7-2019)                                                                        | 9 juin 2016 (Arrêté)                                                         | 1er janvier 2017              |
| Genac-Bignac                  | Genac                                                | commune nouvelle (SANS communes déléguées depuis le 1-7-2020)                                                                        | 10 décembre 2015 (Arrêté) 22 décembre 2015 (Arrêté)                          | 1er janvier 2016              |
| Genac-Bignac                  | Bignac                                               | commune nouvelle (SANS communes déléguées depuis le 1-7-2020)                                                                        | 10 décembre 2015 (Arrêté) 22 décembre 2015 (Arrêté)                          | 1er janvier 2016              |
| Montmérac                     | Montchaude                                           | commune nouvelle (avec communes déléguées)                                                                                           | 10 décembre 2015 (Arrêté)                                                    | 1er janvier 2016              |
| Montmérac                     | Lamérac                                              | commune nouvelle (avec communes déléguées)                                                                                           | 10 décembre 2015 (Arrêté)                                                    | 1er janvier 2016              |
| Boisné-La Tude                | Charmant                                             | commune nouvelle (avec communes déléguées)                                                                                           | 17 novembre 2015 (Arrêté)                                                    | 1er janvier 2016              |
| Boisné-La Tude                | Chavenat                                             | commune nouvelle (avec communes déléguées)                                                                                           | 17 novembre 2015 (Arrêté)                                                    | 1er janvier 2016              |
| Boisné-La Tude                | Juillaguet                                           | commune nouvelle (avec communes déléguées)                                                                                           | 17 novembre 2015 (Arrêté)                                                    | 1er janvier 2016              |
| Confolens                     | Confolens                                            | commune nouvelle (avec communes déléguées)                                                                                           | 28 septembre 2015 (Arrêté) 6 novembre 2015 (Arrêté)                          | 1er janvier 2016              |
| Confolens                     | Saint-Germain-de-Confolens                           | commune nouvelle (avec communes déléguées)                                                                                           | 28 septembre 2015 (Arrêté) 6 novembre 2015 (Arrêté)                          | 1er janvier 2016              |
| Rouillac                      | Rouillac                                             | commune nouvelle (SANS communes déléguées depuis le 1-1-2023. Sauf Plaizac, qui reste commune déléguée)                              | 25 septembre 2015 (Arrêté) 6 novembre 2015 (Arrêté)                          | 1er janvier 2016              |
| Rouillac                      | Plaizac                                              | commune nouvelle (SANS communes déléguées depuis le 1-1-2023. Sauf Plaizac, qui reste commune déléguée)                              | 25 septembre 2015 (Arrêté) 6 novembre 2015 (Arrêté)                          | 1er janvier 2016              |
| Rouillac                      | Sonneville                                           | commune nouvelle (SANS communes déléguées depuis le 1-1-2023. Sauf Plaizac, qui reste commune déléguée)                              | 25 septembre 2015 (Arrêté) 6 novembre 2015 (Arrêté)                          | 1er janvier 2016              |
| Val des Vignes                | Jurignac                                             | commune nouvelle (SANS communes déléguées depuis le 1-4-2020)                                                                        | 5 octobre 2015 (Arrêté)                                                      | 1er janvier 2016              |
| Val des Vignes                | Aubeville                                            | commune nouvelle (SANS communes déléguées depuis le 1-4-2020)                                                                        | 5 octobre 2015 (Arrêté)                                                      | 1er janvier 2016              |
| Val des Vignes                | Mainfonds                                            | commune nouvelle (SANS communes déléguées depuis le 1-4-2020)                                                                        | 5 octobre 2015 (Arrêté)                                                      | 1er janvier 2016              |
| Val des Vignes                | Péreuil                                              | commune nouvelle (SANS communes déléguées depuis le 1-4-2020)                                                                        | 5 octobre 2015 (Arrêté)                                                      | 1er janvier 2016              |
| Graves-Saint-Amant            | Graves                                               | fusion simple | 17 décembre 1996 (Arrêté)                                                    | 1er janvier 1997              |
| Graves-Saint-Amant            | Saint-Amant-de-Graves                                | fusion simple | 17 décembre 1996 (Arrêté)                                                    | 1er janvier 1997              |
| Auge-Saint-Médard             | Auge                                                 | fusion simple | 22 novembre 1993 (Arrêté)                                                    | 1er janvier 1994              |
| Auge-Saint-Médard             | Saint-Médard                                         | fusion simple | 22 novembre 1993 (Arrêté)                                                    | 1er janvier 1994              |
| Paizay-Naudouin-Embourie      | Paizay-Naudouin                                      | fusion association | 28 décembre 1973 (Arrêté)                                                    | 1er janvier 1974              |
| Paizay-Naudouin-Embourie      | Embourie                                             | fusion association | 28 décembre 1973 (Arrêté)                                                    | 1er janvier 1974              |
| Brie-Bardenac                 | Brie-sous-Chalais (commune rétablie en 1993)         | fusion association (dissoute depuis 1993)                                                                                            | 24 janvier 1973 (Arrêté)                                                     | 1er janvier 1973              |
| Brie-Bardenac                 | Bardenac (commune rétablie en 1993)                  | fusion association (dissoute depuis 1993)                                                                                            | 24 janvier 1973 (Arrêté)                                                     | 1er janvier 1973              |
| Nanteuil-en-Vallée            | Nanteuil-en-Vallée                                   | fusion association (fusion simple depuis le 1-1-2017)                                                                                | 29 décembre 1972 (Arrêté)                                                    | 1er janvier 1973              |
| Nanteuil-en-Vallée            | Aizecq                                               | fusion association (fusion simple depuis le 1-1-2017)                                                                                | 29 décembre 1972 (Arrêté)                                                    | 1er janvier 1973              |
| Nanteuil-en-Vallée            | Messeux                                              | fusion association (fusion simple depuis le 1-1-2017)                                                                                | 29 décembre 1972 (Arrêté)                                                    | 1er janvier 1973              |
| Nanteuil-en-Vallée            | Moutardon                                            | fusion association (fusion simple depuis le 1-1-2017)                                                                                | 29 décembre 1972 (Arrêté)                                                    | 1er janvier 1973              |
| Nanteuil-en-Vallée            | Pougné                                               | fusion association (fusion simple depuis le 1-1-2017)                                                                                | 29 décembre 1972 (Arrêté)                                                    | 1er janvier 1973              |
| Nanteuil-en-Vallée            | Saint-Gervais                                        | fusion association (fusion simple depuis le 1-1-2017)                                                                                | 29 décembre 1972 (Arrêté)                                                    | 1er janvier 1973              |
| Blanzac-Porcheresse           | Blanzac                                              | fusion association (fin de ce statut en 2016, avec la création de la commune nouvelle. Porcheresse ne devient pas commune déléguée.) | 28 décembre 1972 (Arrêté)                                                    | 1er janvier 1973              |
| Blanzac-Porcheresse           | Porcheresse                                          | fusion association (fin de ce statut en 2016, avec la création de la commune nouvelle. Porcheresse ne devient pas commune déléguée.) | 28 décembre 1972 (Arrêté)                                                    | 1er janvier 1973              |
| Chalais                       | Chalais                                              | fusion simple | 28 décembre 1972 (Arrêté)                                                    | 1er janvier 1973              |
| Chalais                       | Sainte-Marie                                         | fusion simple | 28 décembre 1972 (Arrêté)                                                    | 1er janvier 1973              |
| Chalais                       | Sérignac                                             | fusion simple | 28 décembre 1972 (Arrêté)                                                    | 1er janvier 1973              |
| Louzac-Saint-André            | Louzac                                               | fusion association (fusion simple depuis le 1-9-2018)                                                                                | 26 décembre 1972 (Arrêté)                                                    | 1er janvier 1973              |
| Louzac-Saint-André            | Saint-André                                          | fusion association (fusion simple depuis le 1-9-2018)                                                                                | 26 décembre 1972 (Arrêté)                                                    | 1er janvier 1973              |
| Cressac-Saint-Genis           | Cressac                                              | fusion simple | 21 décembre 1972 (Arrêté)                                                    | 1er janvier 1973              |
| Cressac-Saint-Genis           | Saint-Genis-de-Blanzac                               | fusion simple | 21 décembre 1972 (Arrêté)                                                    | 1er janvier 1973              |
| Barbezieux-Saint-Hilaire      | Barbezieux                                           | fusion association | 4 décembre 1972 (Arrêté)                                                     | 1er janvier 1973              |
| Barbezieux-Saint-Hilaire      | Saint-Hilaire                                        | fusion association | 4 décembre 1972 (Arrêté)                                                     | 1er janvier 1973              |
| Cherves-Richemont             | Cherves-de-Cognac                                    | fusion association (fin de ce statut en 2024, avec la création de la commune nouvelle. Richemont ne devient pas commune déléguée.)   | 4 décembre 1972 (Arrêté)                                                     | 1er janvier 1973              |
| Cherves-Richemont             | Richemont                                            | fusion association (fin de ce statut en 2024, avec la création de la commune nouvelle. Richemont ne devient pas commune déléguée.)   | 4 décembre 1972 (Arrêté)                                                     | 1er janvier 1973              |
| Roullet-Saint-Estèphe         | Roullet                                              | fusion association (fusion simple depuis le 7-5-2023)                                                                                | 16 novembre 1972 (Arrêté)                                                    | 1er janvier 1973              |
| Roullet-Saint-Estèphe         | Saint-Estèphe                                        | fusion association (fusion simple depuis le 7-5-2023)                                                                                | 16 novembre 1972 (Arrêté)                                                    | 1er janvier 1973              |
| Magnac-Lavalette-Villars      | Magnac-Lavalette                                     | fusion | 3 décembre 1970 (Arrêté)                                                     | 1er janvier 1971              |
| Magnac-Lavalette-Villars      | Villars                                              | fusion | 3 décembre 1970 (Arrêté)                                                     | 1er janvier 1971              |
| Roumazières-Loubert           | Loubert-Madieu                                       | fusion | 26 février 1970 (Décret) 26 juin 1970 (Décret)                               | 1er janvier 1971              |
| Roumazières-Loubert           | Roumazières                                          | fusion | 26 février 1970 (Décret) 26 juin 1970 (Décret)                               | 1er janvier 1971              |
| Roumazières-Loubert           | Chantrezac                                           | fusion | 26 février 1970 (Décret) 26 juin 1970 (Décret)                               | 1er janvier 1971              |
| Montmoreau-Saint-Cybard       | Montmoreau                                           | fusion | 4 avril 1966 (Arrêté)                                                        | 1er janvier 1967              |
| Montmoreau-Saint-Cybard       | Saint-Cybard                                         | fusion | 4 avril 1966 (Arrêté)                                                        | 1er janvier 1967              |
| Chalais                       | Chalais                                              | fusion | 12 octobre 1946 (Arrêté)                                                     | 1er novembre 1946             |
| Chalais                       | Saint-Christophe                                     | fusion | 12 octobre 1946 (Arrêté)                                                     | 1er novembre 1946             |
| Montignac-Charente            | Montignac-Charente                                   | fusion | 10 mai 1931 (Arrêté)                                                         | 10 mai 1931 (Arrêté)          |
| Montignac-Charente            | Chebrac                                              | fusion | 10 mai 1931 (Arrêté)                                                         | 10 mai 1931 (Arrêté)          |
| Cognac                        | Cognac                                               | fusion | 20 juillet 1867 (Loi)                                                        | 20 juillet 1867 (Loi)         |
| Cognac                        | Crouin (une partie)                                  | fusion | 20 juillet 1867 (Loi)                                                        | 20 juillet 1867 (Loi)         |
| Cognac                        | Saint-Martin-Châteaubernard (la partie Saint-Martin) | fusion | 20 juillet 1867 (Loi)                                                        | 20 juillet 1867 (Loi)         |
| Cherves                       | Cherves                                              | fusion | 20 juillet 1867 (Loi)                                                        | 20 juillet 1867 (Loi)         |
| Cherves                       | Crouin (section du Fief-de-Montchamp)                | fusion | 20 juillet 1867 (Loi)                                                        | 20 juillet 1867 (Loi)         |
| Blanzaguet-Saint-Cybard       | Blanzaguet                                           | fusion | 4 janvier 1862 (Décret)                                                      | 4 janvier 1862 (Décret)       |
| Blanzaguet-Saint-Cybard       | Saint-Cybard-le-Peyrat                               | fusion | 4 janvier 1862 (Décret)                                                      | 4 janvier 1862 (Décret)       |
| Criteuil-la-Magdeleine        | Criteuil                                             | fusion | 28 juillet 1860 (Décret)                                                     | 28 juillet 1860 (Décret)      |
| Criteuil-la-Magdeleine        | La Magdeleine                                        | fusion | 28 juillet 1860 (Décret)                                                     | 28 juillet 1860 (Décret)      |
| Boutiers-Saint-Trojan         | Boutiers                                             | fusion | 29 novembre 1858 (Décret)                                                    | 29 novembre 1858 (Décret)     |
| Boutiers-Saint-Trojan         | Saint-Trojan                                         | fusion | 29 novembre 1858 (Décret)                                                    | 29 novembre 1858 (Décret)     |
| Châteauneuf                   | Châteauneuf                                          | fusion | 29 novembre 1858 (Décret)                                                    | 29 novembre 1858 (Décret)     |
| Châteauneuf                   | Saint-Surin                                          | fusion | 29 novembre 1858 (Décret)                                                    | 29 novembre 1858 (Décret)     |
| Gensac-la-Pallue              | Gensac                                               | fusion | 19 mai 1857 (Loi)                                                            | 19 mai 1857 (Loi)             |
| Gensac-la-Pallue              | La Pallue                                            | fusion | 19 mai 1857 (Loi)                                                            | 19 mai 1857 (Loi)             |
| Baignes-Sainte-Radegonde      | Baignes                                              | fusion | 29 juin 1854 (Loi)                                                           | 29 juin 1854 (Loi)            |
| Baignes-Sainte-Radegonde      | Sainte-Radegonde                                     | fusion | 29 juin 1854 (Loi)                                                           | 29 juin 1854 (Loi)            |
| Salles-d'Angles               | Salles                                               | fusion | 1er janvier 1853 (Décret)                                                    | 1er janvier 1853 (Décret)     |
| Salles-d'Angles               | Angles                                               | fusion | 1er janvier 1853 (Décret)                                                    | 1er janvier 1853 (Décret)     |
| Saint-Martin-Châteaubernard   | Saint-Martin                                         | fusion | 22 juillet 1847 (Loi)                                                        | 22 juillet 1847 (Loi)         |
| Saint-Martin-Châteaubernard   | Châteaubernard                                       | fusion | 22 juillet 1847 (Loi)                                                        | 22 juillet 1847 (Loi)         |
| Saint-Aulais-la-Chapelle      | Saint-Aulais                                         | fusion | 8 octobre 1846 (Décret)                                                      | 8 octobre 1846 (Décret)       |
| Saint-Aulais-la-Chapelle      | La Chapelle-Maguenaud                                | fusion | 8 octobre 1846 (Décret)                                                      | 8 octobre 1846 (Décret)       |
| Saint-Aulais-la-Chapelle      | Conzac                                               | fusion | 8 octobre 1846 (Décret)                                                      | 8 octobre 1846 (Décret)       |
| Rouffiac                      | Rouffiac (canton d'Aubeterre)                        | fusion | 8 octobre 1846 (Décret)                                                      | 8 octobre 1846 (Décret)       |
| Rouffiac                      | La Menècle                                           | fusion | 8 octobre 1846 (Décret)                                                      | 8 octobre 1846 (Décret)       |
| Rouffiac                      | Saint-Martial-d'Aubeterre                            | fusion | 8 octobre 1846 (Décret)                                                      | 8 octobre 1846 (Décret)       |
| Chazelles                     | Chazelles                                            | fusion | 7 septembre 1845 (Ordonnance)                                                | 7 septembre 1845 (Ordonnance) |
| Chazelles                     | Saint-Paul (canton de La Rochefoucauld)              | fusion | 7 septembre 1845 (Ordonnance)                                                | 7 septembre 1845 (Ordonnance) |
| Cherves-Châtelars             | Cherves                                              | fusion | 8 août 1845 (Ordonnance)                                                     | 8 août 1845 (Ordonnance)      |
| Cherves-Châtelars             | Châtelars-la-Rivière                                 | fusion | 8 août 1845 (Ordonnance)                                                     | 8 août 1845 (Ordonnance)      |
| Ranville-Breuillaud           | Ranville                                             | fusion | 8 août 1845 (Ordonnance)                                                     | 8 août 1845 (Ordonnance)      |
| Ranville-Breuillaud           | Breuillaud                                           | fusion | 8 août 1845 (Ordonnance)                                                     | 8 août 1845 (Ordonnance)      |
| Saint-Martial                 | Saint-Martial                                        | fusion | 8 août 1845 (Ordonnance)                                                     | 8 août 1845 (Ordonnance)      |
| Saint-Martial                 | Peudry                                               | fusion | 8 août 1845 (Ordonnance)                                                     | 8 août 1845 (Ordonnance)      |
| Taponnat-Fleurignac           | Taponnat                                             | fusion | 8 août 1845 (Ordonnance)                                                     | 8 août 1845 (Ordonnance)      |
| Taponnat-Fleurignac           | Fleurignac                                           | fusion | 8 août 1845 (Ordonnance)                                                     | 8 août 1845 (Ordonnance)      |
| Courbillac                    | Courbillac                                           | fusion | 9 juillet 1845 (Loi)                                                         | 9 juillet 1845 (Loi)          |
| Courbillac                    | Herpes                                               | fusion | 9 juillet 1845 (Loi)                                                         | 9 juillet 1845 (Loi)          |
| Dignac                        | Dignac                                               | fusion | 9 juillet 1845 (Loi)                                                         | 9 juillet 1845 (Loi)          |
| Dignac                        | Beaulieu-Cloulas                                     | fusion | 9 juillet 1845 (Loi)                                                         | 9 juillet 1845 (Loi)          |
| Lignières-Sonneville          | Lignières                                            | fusion | 9 juillet 1845 (Loi)                                                         | 9 juillet 1845 (Loi)          |
| Lignières-Sonneville          | Sonneville (canton de Segonzac)                      | fusion | 9 juillet 1845 (Loi)                                                         | 9 juillet 1845 (Loi)          |
| Loubert                       | Loubert                                              | fusion | 14 juin 1845 (Ordonnance)                                                    | 14 juin 1845 (Ordonnance)     |
| Loubert                       | Laplaud                                              | fusion | 14 juin 1845 (Ordonnance)                                                    | 14 juin 1845 (Ordonnance)     |
| Loubert                       | Le Petit-Madieu                                      | fusion | 14 juin 1845 (Ordonnance)                                                    | 14 juin 1845 (Ordonnance)     |
| Plassac-Rouffiac              | Plassac                                              | fusion | 14 juin 1845 (Ordonnance)                                                    | 14 juin 1845 (Ordonnance)     |
| Plassac-Rouffiac              | Rouffiac (canton de Blanzac)                         | fusion | 14 juin 1845 (Ordonnance)                                                    | 14 juin 1845 (Ordonnance)     |
| Rouillac                      | Rouillac                                             | fusion | 14 juin 1845 (Ordonnance)                                                    | 14 juin 1845 (Ordonnance)     |
| Rouillac                      | Le Temple                                            | fusion | 14 juin 1845 (Ordonnance)                                                    | 14 juin 1845 (Ordonnance)     |
| Saint-Projet-Saint-Constant   | Saint-Projet                                         | fusion | 14 juin 1845 (Ordonnance)                                                    | 14 juin 1845 (Ordonnance)     |
| Saint-Projet-Saint-Constant   | Saint-Constant                                       | fusion | 14 juin 1845 (Ordonnance)                                                    | 14 juin 1845 (Ordonnance)     |
| Vignolles                     | Vignolles                                            | fusion | 14 juin 1845 (Ordonnance)                                                    | 14 juin 1845 (Ordonnance)     |
| Vignolles                     | Saint-Paul (canton de Barbezieux)                    | fusion | 14 juin 1845 (Ordonnance)                                                    | 14 juin 1845 (Ordonnance)     |
| Châtignac                     | Châtignac                                            | fusion | 12 janvier 1823 (Décret)                                                     | 12 janvier 1823 (Décret)      |
| Châtignac                     | Saint-Cyprien                                        | fusion | 12 janvier 1823 (Décret)                                                     | 12 janvier 1823 (Décret)      |
| Vitrac-Saint-Vincent          | Vitrac                                               | fusion | 1802                                                                         | 1802                          |
| Vitrac-Saint-Vincent          | Saint-Vincent                                        | fusion | 1802                                                                         | 1802                          |
| Saint-Claud                   | Saint-Claud                                          | fusion | Avant 1801                                                                   | Avant 1801                    |
| Saint-Claud                   | Négret                                               | fusion | Avant 1801                                                                   | Avant 1801                    |
| Saint-Maurice                 | Saint-Maurice                                        | fusion | Avant 1801                                                                   | Avant 1801                    |
| Saint-Maurice                 | Lézignac                                             | fusion | Avant 1801                                                                   | Avant 1801                    |
| Orgedeuil                     | Orgedeuil                                            | fusion | 1795-1800                                                                    | 1795-1800                     |
| Orgedeuil                     | Peroux                                               | fusion | 1795-1800                                                                    | 1795-1800                     |
| Édon                          | Édon                                                 | fusion | 1790-1794                                                                    | 1790-1794                     |
| Édon                          | Hautefaye                                            | fusion | 1790-1794                                                                    | 1790-1794                     |
| Marcillac-Lanville            | Marcillac                                            | fusion | 1790-1794                                                                    | 1790-1794                     |
| Marcillac-Lanville            | Lanville                                             | fusion | 1790-1794                                                                    | 1790-1794                     |
| Sauvignac                     | Sauvignac                                            | fusion | 1790-1794                                                                    | 1790-1794                     |
| Sauvignac                     | Mélac                                                | fusion | 1790-1794                                                                    | 1790-1794                     |

## Créations et rétablissements
| Nom de la commune créée | Commune affectée | Mode de création                             | Date (et nature) de la décision | Date d'effet     |
| ----------------------- | ---------------- | -------------------------------------------- | ------------------------------- | ---------------- |
| Bardenac                | Brie-Bardenac    | Démembrement et suppression (rétablissement) | 12 juillet 1993 (Arrêté)        | 1er octobre 1993 |
| Brie-sous-Chalais       | Brie-Bardenac    | Démembrement et suppression (rétablissement) | 12 juillet 1993 (Arrêté)        | 1er octobre 1993 |
| Les Métairies           | Jarnac           | Démembrement                                 | 15 janvier 1790                 | 15 janvier 1790  |
| Fleurac                 | Vaux-Rouillac    | Démembrement                                 | 1790                            | 1790             |

## Modifications de nom officiel
| Ancien nom                  | Nouveau nom                | Date (et nature) de la décision                                          |
| --------------------------- | -------------------------- | ------------------------------------------------------------------------ |
| Exideuil                    | Exideuil-sur-Vienne        | 5 novembre 2018 (Décret)                                                 |
| Saint-Amant                 | Saint-Amant-de-Montmoreau  | 5 novembre 2013 (Décret)                                                 |
| Mallaville                  | Malaville                  | 1er janvier 1995 (Date d'effet) (Rectification d'une erreur par l'INSEE) |
| Ruelle                      | Ruelle-sur-Touvre          | 30 mai 1986 (Décret)                                                     |
| Aussac                      | Aussac-Vadalle             | 30 avril 1985 (Décret)                                                   |
| Champagne-de-Blanzac        | Champagne-Vigny            | 13 avril 1983 (Décret)                                                   |
| Marillac                    | Marillac-le-Franc          | 29 août 1969 (Décret)                                                    |
| Chasseneuil                 | Chasseneuil-sur-Bonnieure  | 10 mai 1962 (Décret)                                                     |
| Aubeterre                   | Aubeterre-sur-Dronne       | 2 mars 1962 (Décret)                                                     |
| Nanteuil                    | Nanteuil-en-Vallée         | 2 mars 1962 (Décret)                                                     |
| Saint-Ciers                 | Saint-Ciers-sur-Bonnieure  | 2 mars 1962 (Décret)                                                     |
| Saint-Même                  | Saint-Même-les-Carrières   | 2 mars 1962 (Décret)                                                     |
| Verteuil                    | Verteuil-sur-Charente      | 2 mars 1962 (Décret)                                                     |
| Loubert                     | Loubert-Madieu             | 19 août 1961 (Décret)                                                    |
| Champagne                   | Champagne-de-Blanzac       | 20 février 1956 (Décret)                                                 |
| Cherves                     | Cherves-de-Cognac          | 20 février 1956 (Décret)                                                 |
| Saint-Genis                 | Saint-Genis-de-Blanzac     | 20 février 1956 (Décret)                                                 |
| Saint-Genis                 | Saint-Genis-d'Hiersac      | 20 février 1956 (Décret)                                                 |
| Saint-Germain               | Saint-Germain-de-Confolens | 20 février 1956 (Décret)                                                 |
| Saint-Germain               | Saint-Germain-de-Montbron  | 20 février 1956 (Décret)                                                 |
| Saint-Laurent               | Saint-Laurent-de-Cognac    | 20 février 1956 (Décret)                                                 |
| Gardes                      | Gardes-le-Pontaroux        | 7 mars 1938 (Décret)                                                     |
| Saint-Quentin               | Saint-Quentin-de-Chalais   | 10 novembre 1937 (Décret)                                                |
| Saint-Quentin               | Saint-Quentin-sur-Charente | 10 novembre 1937 (Décret)                                                |
| Asnières                    | Asnières-sur-Nouère        | 21 juillet 1937 (Décret)                                                 |
| Saint-Sulpice               | Saint-Sulpice-de-Cognac    | 26 avril 1933 (Décret)                                                   |
| Triac                       | Triac-Lautrait             | 26 avril 1932 (Décret)                                                   |
| Ansac                       | Ansac-sur-Vienne           | 29 novembre 1924 (Décret)                                                |
| Saint-Yrieix                | Saint-Yrieix-sur-Charente  | 2 février 1922 (Décret)                                                  |
| Saint-Maurice               | Saint-Maurice-des-Lions    | 14 octobre 1915 (Décret)                                                 |
| Beaulieu                    | Beaulieu-sur-Sonnette      | 28 juin 1913 (Décret)                                                    |
| Saint-Ciers                 | Saint-Ciers-sur-Bonnieure  | 16 mars 1912 (Décret)                                                    |
| L'Houmeau-Pontouvre         | Gond-Pontouvre             | 22 novembre 1904 (Décret)                                                |
| Saint-Genis                 | Saint-Genis-d'Hiersac      | 27 novembre 1897 (Décret)                                                |
| Petit-Lessac                | Lessac                     | 26 novembre 1897 (Décret)                                                |
| Mouthiers                   | Mouthiers-sur-Boëme        | 12 mars 1894 (Décret)                                                    |
| Châteauneuf                 | Châteauneuf-sur-Charente   | 17 juillet 1891 (Décret)                                                 |
| Lignières                   | Lignières-Sonneville       | 8 décembre 1887 (Décret)                                                 |
| Saint-Martin-Châteaubernard | Châteaubernard             | 20 juillet 1867 (Loi)                                                    |
| Lavalette                   | Villebois-Lavalette        | 16 août 1861 (Décret)                                                    |

## Modifications de limites communales
Le plus souvent, les modifications des limites communales décidées par arrêtés préfectoraux ne sont pas répertoriées dans le Journal officiel ni dans le Bulletin officiel.
| La commune de ...                                  | ... cède du territoire à la commune de ...         | précisions                    | Date (et nature) de la décision |
| -------------------------------------------------- | -------------------------------------------------- | ----------------------------- | ------------------------------- |
| Saint-Yrieix-sur-Charente                          | Angoulême                                          | superficie de 7 ha 80 a 83 ca | 23 avril 1976 (Décret)          |
| Angoulême                                          | Saint-Yrieix-sur-Charente                          | superficie de 1 ha 66 a 99 ca | 23 avril 1976 (Décret)          |
| Ambernac Ansac-sur-Vienne                          | Ansac-sur-Vienne Ambernac                          |                               | 6 mai 1968 (Arrêté)             |
| Cellettes                                          | Maine-de-Boixe                                     |                               | 6 octobre 1967 (Décret)         |
| Saint-Amant-de-Boixe                               | Montignac-Charente                                 | 12 habitants                  | 23 avril 1964 (Arrêté)          |
| Cherves                                            | Cognac                                             |                               | 20 juillet 1867 (Loi)           |
| Saint-Martin-Châteaubernard                        | Cognac                                             | Section de Saint-Martin       | 20 juillet 1867 (Loi)           |
| Asnières                                           | Saint-Genis-d'Hiersac                              | Village de Boursandreau       | 16 avril 1862 (Loi)             |
| Saint-Martin                                       | Cognac                                             |                               | 22 juillet 1847 (Loi)           |
| Saint-Romain Laprade                               | Aubeterre                                          |                               | 27 juin 1843 (Loi)              |
| Breuillaud                                         | Bazauges (département de la Charente-Inférieure)   | Village de la Trappe          | 11 mai 1836 (Loi)               |
| Pressignac Vidaix (département de la Haute-Vienne) | Vidaix (département de la Haute-Vienne) Pressignac |                               | 27 juin 1833 (Loi)              |
| Nouic (département de la Haute-Vienne)             | Saint-Christophe                                   |                               | 19 décembre 1831 (Loi)          |

## Communes associées
Liste des communes ayant, ou ayant eu (en italique), à la suite d'une fusion, le statut de commune associée.
| Nom de la commune | Code INSEE | Fusion-association                     | Fusion-association | Fusion-association | Fusion-association                       | D - Défusion ou F - transformation de l'association en fusion simple | D - Défusion ou F - transformation de l'association en fusion simple | D - Défusion ou F - transformation de l'association en fusion simple | D - Défusion ou F - transformation de l'association en fusion simple |
| Nom de la commune | Code INSEE | date de la décision                    | date d'effet       | commune absorbante | nom de la commune résultant de la fusion | D/F                                                                  | date de la décision                                                  | date d'effet                                                         | commentaire                                                          |
| ----------------- | ---------- | -------------------------------------- | ------------------ | ------------------ | ---------------------------------------- | -------------------------------------------------------------------- | -------------------------------------------------------------------- | -------------------------------------------------------------------- | -------------------------------------------------------------------- |
| Saint-Hilaire     | 16327      | Arrêté préfectoral du 4 décembre 1972  | 1er janvier 1973   | Barbezieux         | Barbezieux-Saint-Hilaire                 |                                                                      |                                                                      |                                                                      |                                                                      |
| Brie-sous-Chalais | 16063      | Arrêté préfectoral du 24 janvier 1973  | 1er janvier 1973   | Bardenac           | Brie-Bardenac                            | D                                                                    | Arrêté préfectoral du 12 juillet 1993                                | 1er octobre 1993                                                     | Brie-Bardenac reprend le nom de Bardenac                             |
| Porcheresse       | 16265      | Arrêté préfectoral du 28 décembre 1972 | 1er janvier 1973   | Blanzac            | Blanzac-Porcheresse                      |                                                                      |                                                                      |                                                                      |                                                                      |
| Richemont         | 16278      | Arrêté préfectoral du 4 décembre 1972  | 1er janvier 1973   | Cherves-de-Cognac  | Cherves-Richemont                        |                                                                      |                                                                      |                                                                      |                                                                      |
| Saint-André       | 16299      | Arrêté préfectoral du 26 décembre 1972 | 1er janvier 1973   | Louzac             | Louzac-Saint-André                       |                                                                      |                                                                      |                                                                      |                                                                      |
| Aizecq            | 16006      | Arrêté préfectoral du 29 décembre 1972 | 1er janvier 1973   | Nanteuil-en-Vallée | Nanteuil-en-Vallée                       |                                                                      |                                                                      |                                                                      |                                                                      |
| Messeux           | 16219      | Arrêté préfectoral du 29 décembre 1972 | 1er janvier 1973   | Nanteuil-en-Vallée | Nanteuil-en-Vallée                       |                                                                      |                                                                      |                                                                      |                                                                      |
| Moutardon         | 16235      | Arrêté préfectoral du 29 décembre 1972 | 1er janvier 1973   | Nanteuil-en-Vallée | Nanteuil-en-Vallée                       |                                                                      |                                                                      |                                                                      |                                                                      |
| Pougné            | 16266      | Arrêté préfectoral du 29 décembre 1972 | 1er janvier 1973   | Nanteuil-en-Vallée | Nanteuil-en-Vallée                       |                                                                      |                                                                      |                                                                      |                                                                      |
| Saint-Gervais     | 16324      | Arrêté préfectoral du 29 décembre 1972 | 1er janvier 1973   | Nanteuil-en-Vallée | Nanteuil-en-Vallée                       |                                                                      |                                                                      |                                                                      |                                                                      |
| Embourie          | 16126      | Arrêté préfectoral du 28 décembre 1973 | 1er janvier 1974   | Paizay-Naudouin    | Paizay-Naudouin-Embourie                 |                                                                      |                                                                      |                                                                      |                                                                      |
| Saint-Estèphe     | 16313      | Arrêté préfectoral du 16 novembre 1972 | 1er janvier 1973   | Roullet            | Roullet-Saint-Estèphe                    |                                                                      |                                                                      |                                                                      |                                                                      |